# Phlegmariurus myrtuosus
Phlegmariurus myrtuosus är en lummerväxtart som först beskrevs av Antoine Frédéric Spring, och fick sitt nu gällande namn av B. Øllg. Phlegmariurus myrtuosus ingår i släktet Phlegmariurus och familjen lummerväxter. Inga underarter finns listade i Catalogue of Life.